# São João do Oeste
São João do Oeste es un municipio brasileño del estado de Santa Catarina. Tiene una población estimada al 2022 de 6 295 habitantes. Pertenece a la Región metropolitana del Extremo Oeste.
En 2008, se ganó el título de la capital de la lengua alemana de Santa Catarina, con un 93% de la población que habla el idioma.

## Historia
La localidad comenzó su colonización en 1932 con pobladores provenientes de Río Grande del Sur.
La iglesia São João Berchmans, iglesia matriz de la ciudad, inaugurada en 1948, es la iglesia de madera más grande de Latinoamérica.